# Achille Ambialet
Étienne Ambialet, dit Achille, est un architecte et concepteur français, né à Toulouse le 6 février 1838 et mort à Manent-Montané le 15 octobre 1890. Il est l'architecte de nombreux bâtiments toulousains.

## Biographie
Étienne Ambialet est le fils jumeau (avec Jeanne Maris Joséphine) de Jean Antoine Ambialet, plâtrier, et de Marie Michelle Escadillac, originaire d'une famille de menuisiers.
Il est l'élève de Henry Bach à l'École des Beaux-Arts et des Sciences Industrielles de Toulouse entre 1856 et 1858. Il prend ensuite pour maître Simon-Claude Constant-Dufeux, et entre en deuxième classe à l’école des Beaux-Arts de Paris le 28 novembre 1862.
En 1867, il fait partie de la liste des architectes agrées par la préfecture. 
Il se fait appeler Achille alors que ce prénom ne figure pas sur son acte de naissance. Il est possible qu'il soit l'élève architecte à l’École des Arts de Toulouse en 1858 nommé Ulysse Ambialet. Les raisons de son changement de nom ne sont pas connues.
Ses différents lieux de résidence sont :
- 1865 : 4, rue Dalayrac
- 1873 : 3, rue Fermat
- 1877 : 1 rue du Poids-de-l'Huile
- 1885-1887 : 53 rue d'Alsace-Lorraine

## Œuvres
Parmi ses réalisations, on peut citer : 
- 1857 : immeuble, 6 rue Jean-Antoine-Romiguières à Toulouse.
- 1858 : bâtiment de l'Exposition toulousaine (sous la direction d'Urbain Vitry).
- 1869 : halle-mairie de Boulogne-sur-Gesse : ensemble monumental qui rassemble les fonctions de marché, de mairie et de justice. C'est une structure mixte avec façade principale en pierre de taille au décor architectural traditionnel, et structure métallique pour la zone proprement marchande[2].
- vers 1870 : immeuble, 7 rue de la Pomme[3].
- 1874 : immeuble, 9 rue d'Alsace-Lorraine[4].
- 1876 : immeuble, 10 place de la Trinité.
- 1878 : La Maison Universelle, 28 rue d'Alsace-Lorraine : 1er grand magasin toulousain, construit pour Antoine Labit.
- 1880 : immeuble, 8 rue Croix-Baragnon.
- 1881 : immeuble, 51 rue d'Alsace-Lorraine.
- 1881 : immeuble, 3 rue Montardy.
- 1884 : immeuble, 2 rue de l'Écharpe.
- Autres projets pour Toulouse : permis de voirie pour immeubles allée des Soupirs, maison Sahutié / rue Nicolas-Bachelier (1877) / rue d'Alsace-Lorraine (1882)[5].